# يلينا غيراسيموفا
يلينا أناتوليفنا غيراسيموفا (الروسية:Елена Анатольевна Герасимова ، مواليد 21 يونيو 2004) لاعبة جمباز فنية روسية مثلت رياضيين اللجنة الأولمبية الروسية في دورة الألعاب الأولمبية الصيفية 2020. كانت عضوًا في الفريق الذي فاز بالميدالية الذهبية في بطولة العالم للناشئين الافتتاحية. في منافسة الفردية هي بطلة العالم للناشئين لعام 2019 على عارضة التوازن.